# 3. Arrondissement (Paris)

Logo der Mairie von Paris Centre

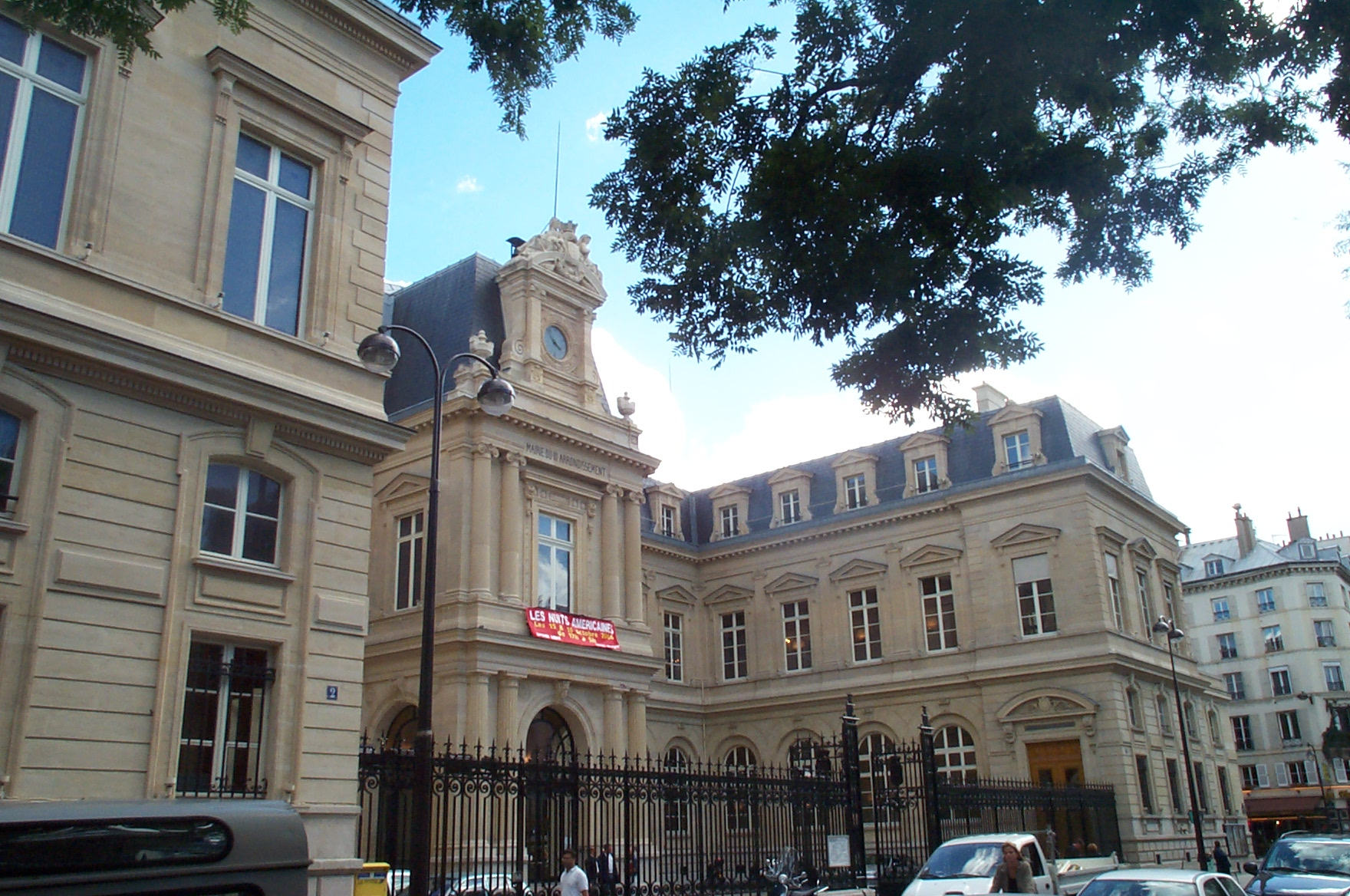
Ehemaliges Rathaus des 3. Arrondissements und nunmehr Rathaus des übergeordneten Bezirks Centre

Das 3. Pariser Arrondissement, das Arrondissement du Temple, ist zum größten Teil eine Wohngegend im Nordosten des Stadtkerns. Die Besiedlung fand im 13. und 14. Jahrhundert unter Karl V. statt. Die ältesten erhaltenen Wohnhäuser stammen jedoch aus dem 16. Jahrhundert. Ein Großteil des Arrondissements wird von dem so genannten Marais eingenommen. Seit 2020 hat es keine eigene Verwaltung mehr, sondern bildet zusammen mit dem 1., 2. und 4. Arrondissement den Sektor Paris Centre.

## Geographische Lage

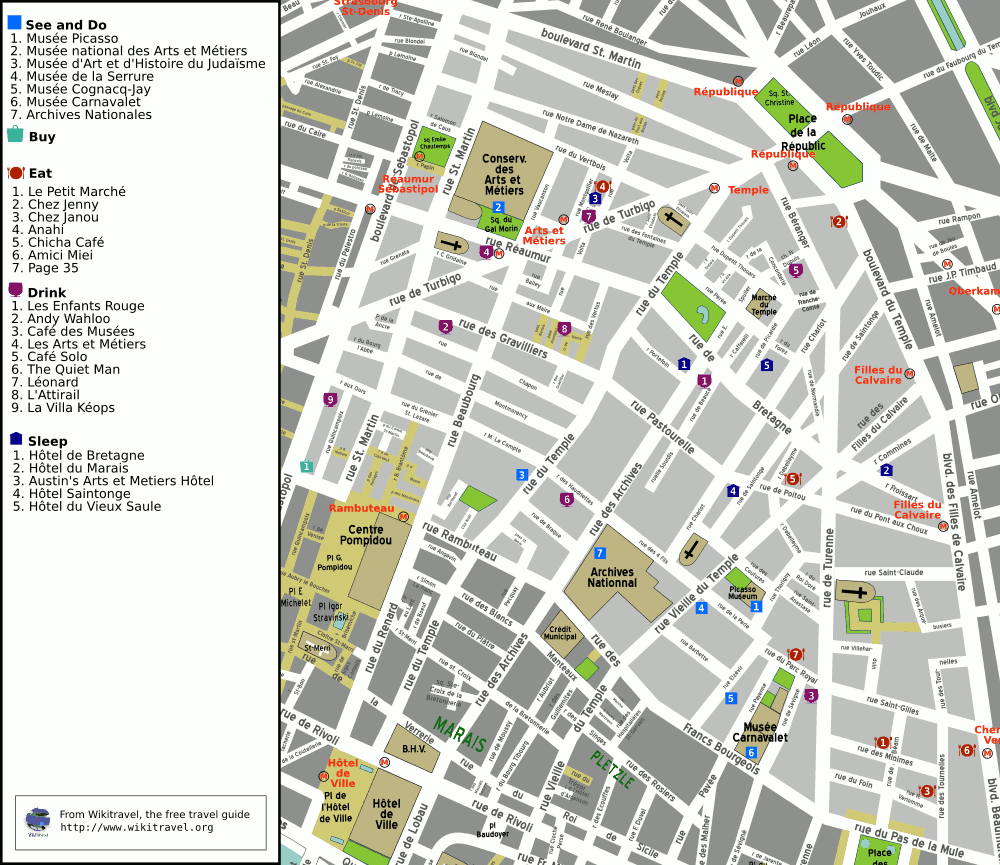
Karte des 3. Arrondissements

Das 3. Arrondissement liegt auf dem rechten Seineufer, wird jedoch vollständig von weiteren Arrondissements umgeben. Im Norden grenzt es an das 10. Arrondissement, im Osten an das 11. Arrondissement, im Süden an das 4. Arrondissement und im Westen an das 1. und 2. Arrondissement. Seine Form lässt sich grob als rechtwinkliges, leicht nach rechts gekipptes Dreieck beschreiben – mit einer kurzen Seite (im Westen), einer langen Seite (im Süden) und einer weiteren langen Seite, welche die Form eines leicht geknickten Bogens einnimmt (im Norden und Osten). Umfasst wird es von einer Reihe Boulevards (Boulevard de Sébastopol, Boulevard Saint-Martin, Boulevard du Temple, Boulevard Beaumarchais, der Rue des Francs Bourgois sowie der Rue Rambuteau).
Die Rue de Beaubourg, die Rue du Temple und die Rue de Turenne durchqueren den Bezirk in zentraler Lage von Süd nach Nord bzw. Nord nach Süd, während die Rue Reaumur zusammen mit der Rue de Bretagne ihn von West nach Ost durchläuft. Weiterhin treffen sich an der Place de la République im äußersten Nordosten des dritten Arrondissements zahlreiche wichtige Verkehrsachsen, von denen der Boulevard du Temple (im weiteren Verlauf Boulevard des Filles du Calvaire und Boulevard Beaumarchais) die östliche und der Boulevard Saint-Martin die nördliche Grenze des Bezirks markieren. Im Westen wird er hingegen durch den Boulevard de Sébastopol begrenzt. Schließlich verbindet die Rue de Turbigo die Place de la République mit dem Jardin des Halles im ersten Arrondissement.
Markante Punkte sind der Place de la République im Nordosten, der (bereits dem 4. Arrondissement zugehörige) Place des Vosges an seiner Südflanke sowie das nordseitig der Rue des Francs Bourgois gelegene Archive Nationale mit seinen Anlagen. An der Nordflanke liegt sich die Porte Saint-Martin, ein triumphbogenartiges Denkmal ähnlich wie die weiter westlich befindliche Porte Saint-Denis. Bereits im 10. Arrondissement gelegen, befindet sie sich ebenfalls außerhalb des Bezirksgebiets.
Seinen Namen hat das Arrondissement vom „Temple“, dem Gebiet des Templerordens, dessen Bauwerke dort allerdings zerstört sind. Zusammen mit dem 3. Arrondissement deckt das 4. Arrondissement das Gebiet des historischen Viertels Marais ab. Westlich begrenzt wird dieses von der – parallel zum Boulevard de Sébastopol verlaufenden – Rue Renard. Nicht Teil des Marais ist laut Markierung bei Google Maps das Quartier des Arts et Métiers – eines der vier Quartiere, in die das Arrondissement untergliedert ist. Prägend für die Architektur des Bezirks sind die zahlreichen mit der Bezeichnung „Hôtel“ aufwartenden historischen Bauten. Ungeachtet ihrer historischen Rolle als bevorzugte Ansiedlungsgebiete von Adel sowie klerikalen Einrichtungen sind die beiden „Marais-Arrondissements“ heute von einer „Kleine-Leute-Viertel“-typischen Bebauung geprägt. Darüber hinaus gilt das Marais-Viertel innerhalb von Paris als einer der Tourismus-Hot-Spots.

## Geschichte
Während der römischen Besiedlung von Lutetia, dem antiken Paris, lag das Gebiet des heutigen 3. Arrondissements außerhalb der Stadtgrenzen. Nutzungstechnisch war es eine ländliche Zone mit vereinzelten landwirtschaftlichen Aktivitäten, die vor allem von der fruchtbaren Seine-Ebene profitierten. Archäologische Funde deuten darauf hin, dass Handelswege durch dieses Gebiet verliefen, die Lutetia mit nördlichen Regionen verbanden. Dennoch blieb es weitgehend unbebaut und von der städtischen Entwicklung Lutetias unberührt.
Im 12. Jahrhundert änderte sich der Charakter des Gebiets entscheidend mit der Ankunft der Tempelritter, die hier eine bedeutende Kommende errichteten. Diese umfasste eine Festung, den sogenannten Temple, sowie zahlreiche landwirtschaftliche Nutzflächen und Kapellen. Die Kommende wurde zu einem religiösen und wirtschaftlichen Zentrum, das Pilger anzog und zugleich als Bankinstitut fungierte, da die Templer ein versiertes Kredit- und Finanzsystem entwickelten. Die Macht der Tempelritter wuchs im Laufe des Mittelalters, geriet im 14. Jahrhundert allerdings unter den Druck der französischen Krone. König Philipp IV. veranlasste die Verfolgung des Ordens, die mit dessen Auflösung und der Beschlagnahmung der Besitztümer endete. Der Temple blieb jedoch bestehen und ging in den Besitz der Krone über, wodurch das Gebiet weiterhin eine wichtige Rolle in der Stadt spielte.
Ab dem 16. Jahrhundert wandelte sich das 3. Arrondissement unter dem Einfluss der Renaissance. Das Marais, dessen Name auf das französische Wort für „Sumpf“ zurückgeht, war ursprünglich ein Feuchtgebiet, das im Mittelalter und der frühen Neuzeit entwässert und urbar gemacht wurde. Insbesondere die südlichen Teile des Viertels, näher an der Seine, waren von dieser landschaftlichen Eigenschaft betroffen. Mit der Trockenlegung des Landes wurde das Marais zu einem begehrten Wohn- und Baugebiet. In der Folge entwickelte sich das Marais – der südliche Teil sowie das nördlich davon gelegene Haut-Marais im heutigen 3. Arrondissement – zu einem bevorzugten Wohnort für den Adel und wohlhabende Bürger. Sie errichteten prunkvolle Hôtels particuliers – Stadtpaläste, die bis heute das Bild des Viertels zählen. Das Hôtel de Soubise und das Hôtel de Rohan, heute Sitz des Archiv National, sind prominente Beispiele für diese Bauweise, die Eleganz und Machtanspruch gleichermaßen zum Ausdruck brachte.
Die Konzentration adliger Ansiedlungen führte zur Entwicklung eines städtischen Mikrokosmos mit eigener Infrastruktur, darunter Marktplätze, Kapellen sowie Bildungseinrichtungen. Eine eigene Entwicklung nahm das Gebiet um die ehemalige Templer-Niederlassung (Lage im Wesentlichen: im heutigen Quartier Quartier des Enfants-Rouges) und das nordöstlich daran anschließende Faubourg du Temple. Dieses grob entlang der heutigen Rue du Faubourg du Temple gelegene Quartier war Teil der äußeren Vorstadtgürtel. Es entwickelte sich zum Marktviertel und war damit traditionell ein Zufluchtsort für Außenseiter, Kleinhändler, Handwerker und Menschen mit niedrigem Einkommen.

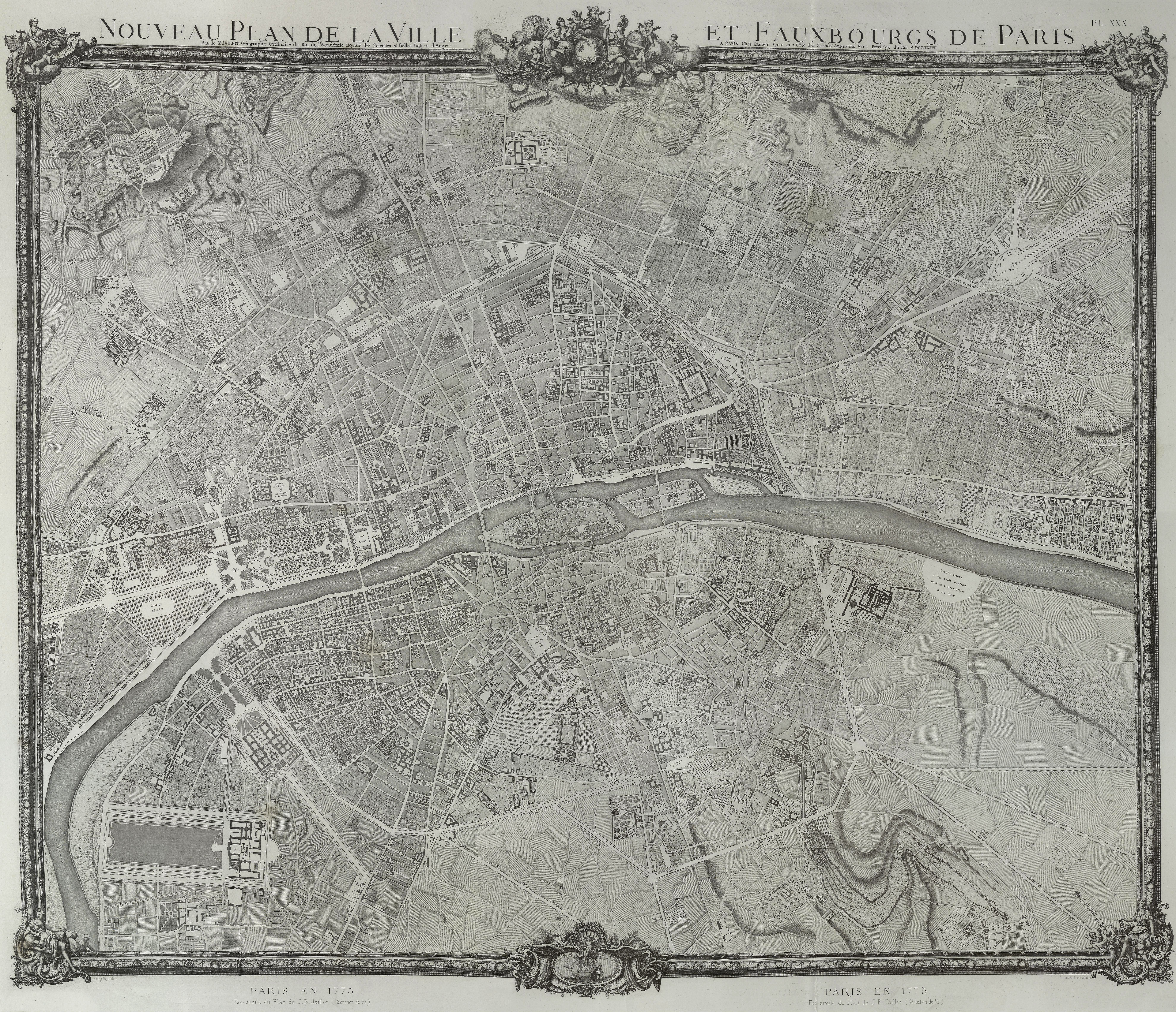
Karte von Paris (1757) mit eingegliedertem Gebieten nordöstlich des historischen Zentrums

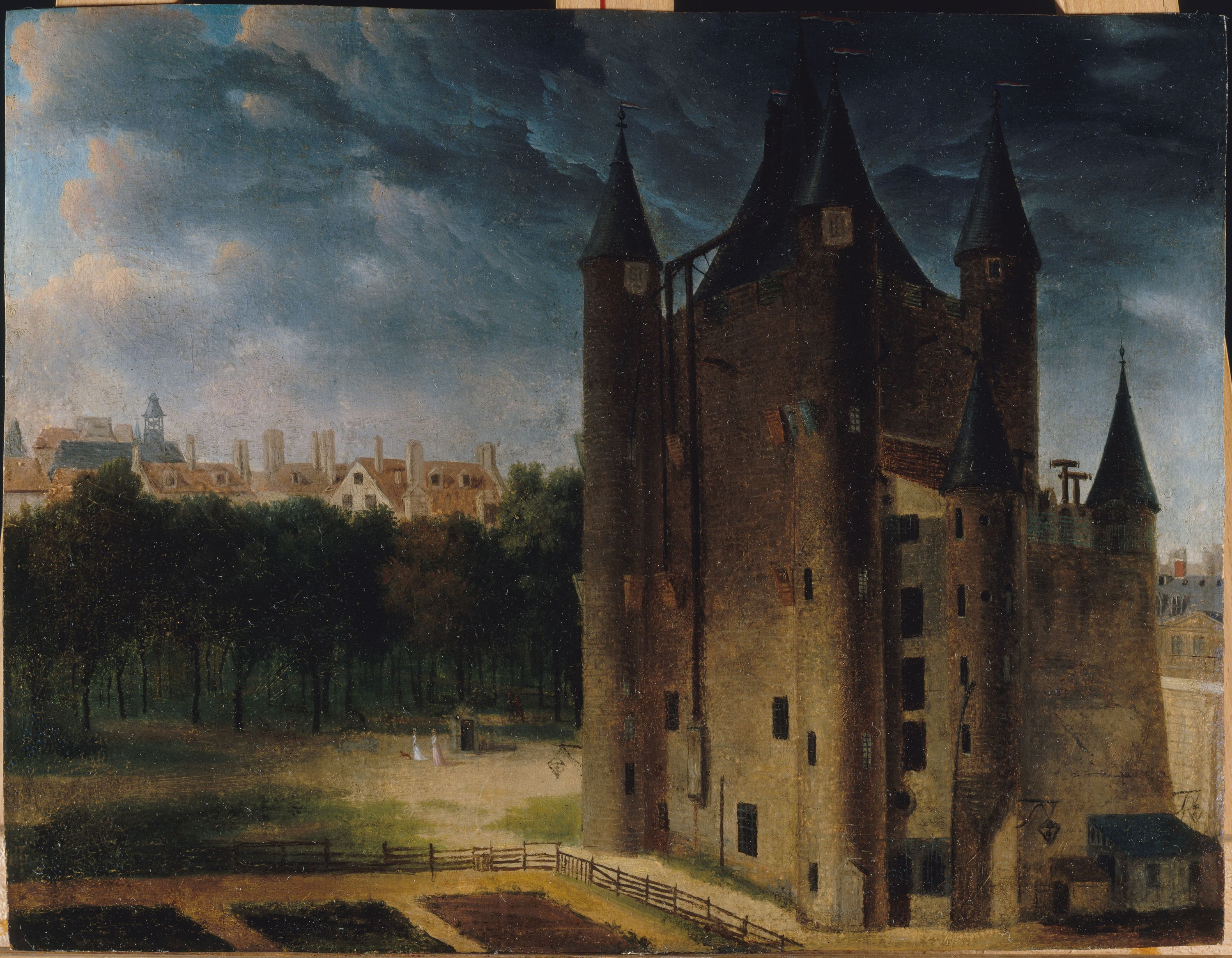
Tour du Temple 1795

Die vollständige Einbeziehung in das Stadtgebiet wurde erst durch Bau der 1705 fertiggestellten Grands Boulevards abgeschlossen. Während der Französischen Revolution wurde der Temple, der im Laufe der Jahrhunderte seine religiöse Bedeutung eingebüßt hatte, zum Gefängnis umfunktioniert. Hier wurden prominente Gefangene wie König Ludwig XVI., Marie Antoinette und ihre Kinder inhaftiert, bevor sie in die Conciergerie überführt und schließlich hingerichtet wurden. Nach der Revolution wurde der Temple größtenteils zerstört. Das Viertel erlebte eine Phase des Umbruchs, in der viele der ehemaligen aristokratischen Residenzen ihren Zweck verloren und an wohlhabende Bürger oder Handwerker verkauft wurden.

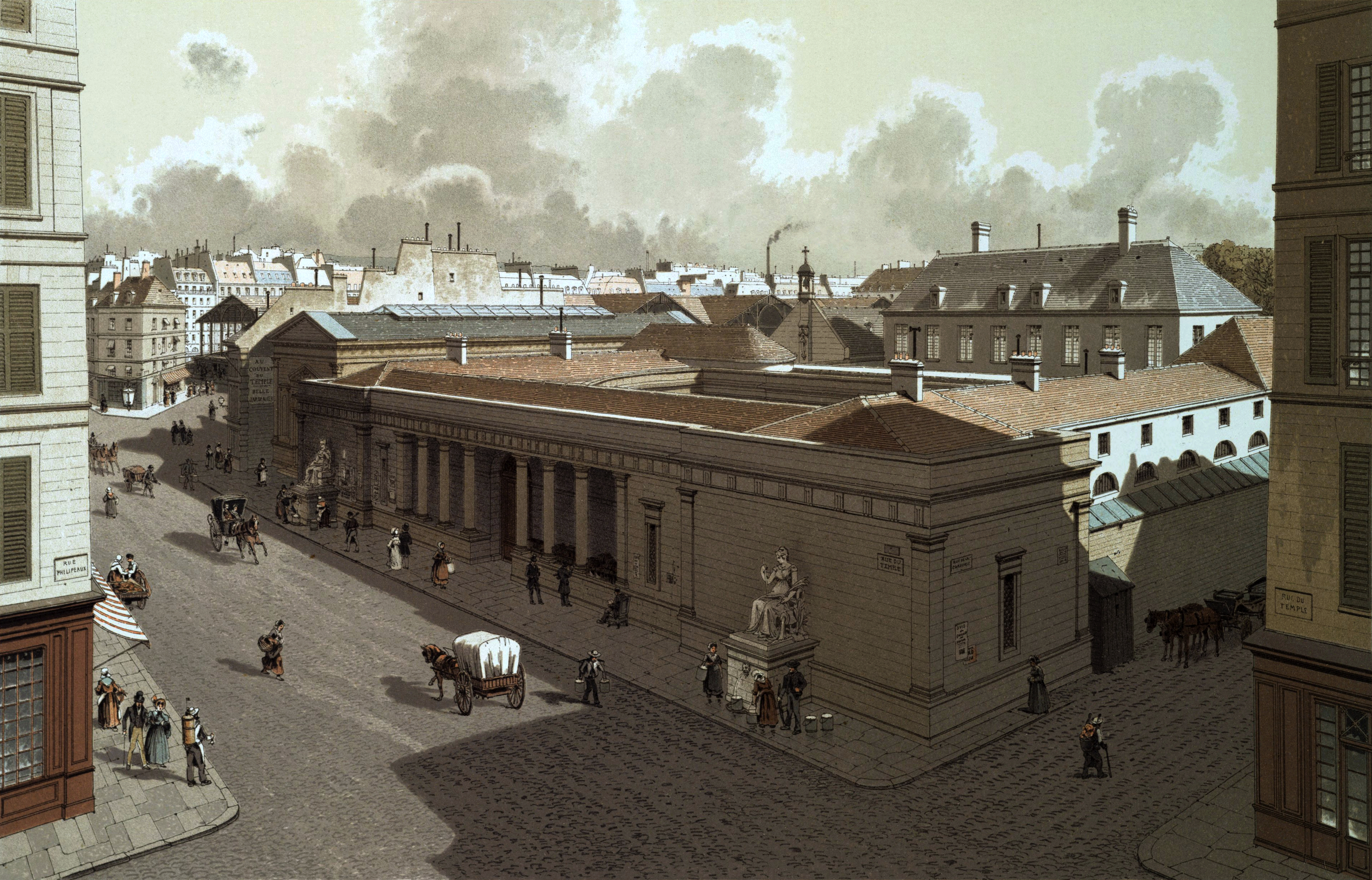
Marché du temple, 1840. Lithografie von Féodor Hoffbauer

Im 19. Jahrhundert wandelte sich das 3. Arrondissement unter dem Einfluss der Industrialisierung. Viele der ehemaligen Stadtpaläste wurden in Werkstätten, Lagerhäuser und Wohnhäuser für Arbeiter umgewandelt. Besonders die Textilindustrie und das Handwerk prägten das wirtschaftliche Leben. Die aristokratischen Bauten aus der Frühneuzeit blieben jedoch großteils erhalten und wurden teilweise öffentlichen Bestimmungen sowie gewerblicher Nutzung zugeführt.
Die von Baron Haussmann initiierten städtebaulichen Projekte berührten lediglich die Peripherie des 3. Arrondissement. Dadurch blieb der historische Charakter des Marais erhalten, was das Viertel später zu einem Zentrum für Denkmalschutz und kulturelle Wiederbelebung machte. Das Marais war seit dem Mittelalter ein bedeutendes Zentrum jüdischen Lebens in Paris. Im 14. Jahrhundert wurden die jüdischen Bewohner vertrieben, doch ab dem 19. Jahrhundert kehrten viele zurück und etablierten sich insbesondere in der Rue des Rosiers und den umliegenden, ins 3. Arrondissement hineinragenden Straßen. Die Shoah führte zu einem verheerenden Einschnitt, da viele jüdische Bewohner während der deutschen Besetzung deportiert und ermordet wurden. Nach dem Krieg blieb das Viertel ein kulturelles Zentrum für die jüdische Gemeinschaft, obwohl sich die Bevölkerungsstruktur allmählich veränderte.
In den 1960er Jahren wurden große Teile des Marais durch ein Gesetz unter Denkmalschutz gestellt. Initiator war der französische Kulturminister André Malraux. Dies leitete eine Welle von Restaurierungen und Renovierungen ein. Historische Bauten wurden restauriert, und das Viertel entwickelte sich zu einem kulturellen Hotspot. Ab den 1980er Jahren wurde das 3. Arrondissement zunehmend von Künstlern, Intellektuellen und wohlhabenden Bewohnern entdeckt. Viele alte Gebäude wurden saniert und in schicke Wohnungen, Boutiquen und Galerien umgewandelt. Die beiden nördlichen Quartiere hingegen sind nach wie vor von einer Mischung aus Markteinrichtungen (wie etwa der Marché des Enfants-Rouges) sowie Handwerksbetrieben geprägt.

## Viertel im 3. Arrondissement

Viertel im 3. Arrondissement

Das Arrondissement besteht aus den folgenden vier Stadtvierteln:
- Quartier des Arts et Métiers
- Quartier des Enfants-Rouges
- Quartier des Archives
- Quartier Sainte-Avoye

Nach der offiziellen Zählung der Pariser Stadtviertel handelt es sich dabei um die Quartiers 9 bis 12.

## Demographische Daten
Mit 34.389 gemeldeten Einwohnern (Stand 2017) auf einer Fläche von 1,17 km² macht das 3. Arrondissement 1,6 % der Gesamtbevölkerung der Stadt aus. Das dichtbesiedelte Arrondissement weist eine Bevölkerungsdichte von rund 29.100 Einwohnern pro Quadratkilometer auf. Diese war jedoch im 19. bis zur Mitte des 20. Jahrhunderts noch weitaus höher: Im Jahr 1861 lebten hier fast 100.000, im Jahr 1954 noch 65.000 Einwohner. In der zweiten Hälfte des 20. Jahrhunderts halbierte sich die Einwohnerzahl, seit den 1980er-Jahren ist sie weitgehend konstant.
Die Einwohner verteilen sich wie folgt auf die Viertel:
- Arts et Métiers: 9580 Einwohner
- Enfants Rouges: 8560 Einwohner
- Archives: 8600 Einwohner
- Saint-Avoye: 7500 Einwohner

## Politik und Verwaltung
Bis 2020 hatte das 3. Arrondissement einen eigenen Bezirksbürgermeister und einen Bezirksrat (Conseil d’arrondissement). Seither wird es zusammen mit dem 1., 2. und 4. Arrondissement als Sektor Paris Centre verwaltet.

### Rathaus
Das Rathaus des 3. Arrondissements befindet sich im 1862 erbauten Temple in der Rue Eugène Spuller 2. Es dient seit 2020 als Rathaus des Sektors Paris Centre.

### Bürgermeister
Der letzte eigene Bürgermeister war von 1995 bis 2020 Pierre Aidenbaum (* 3. Mai 1942), Mitglied der Parti socialiste (PS).

## Sehenswürdigkeiten

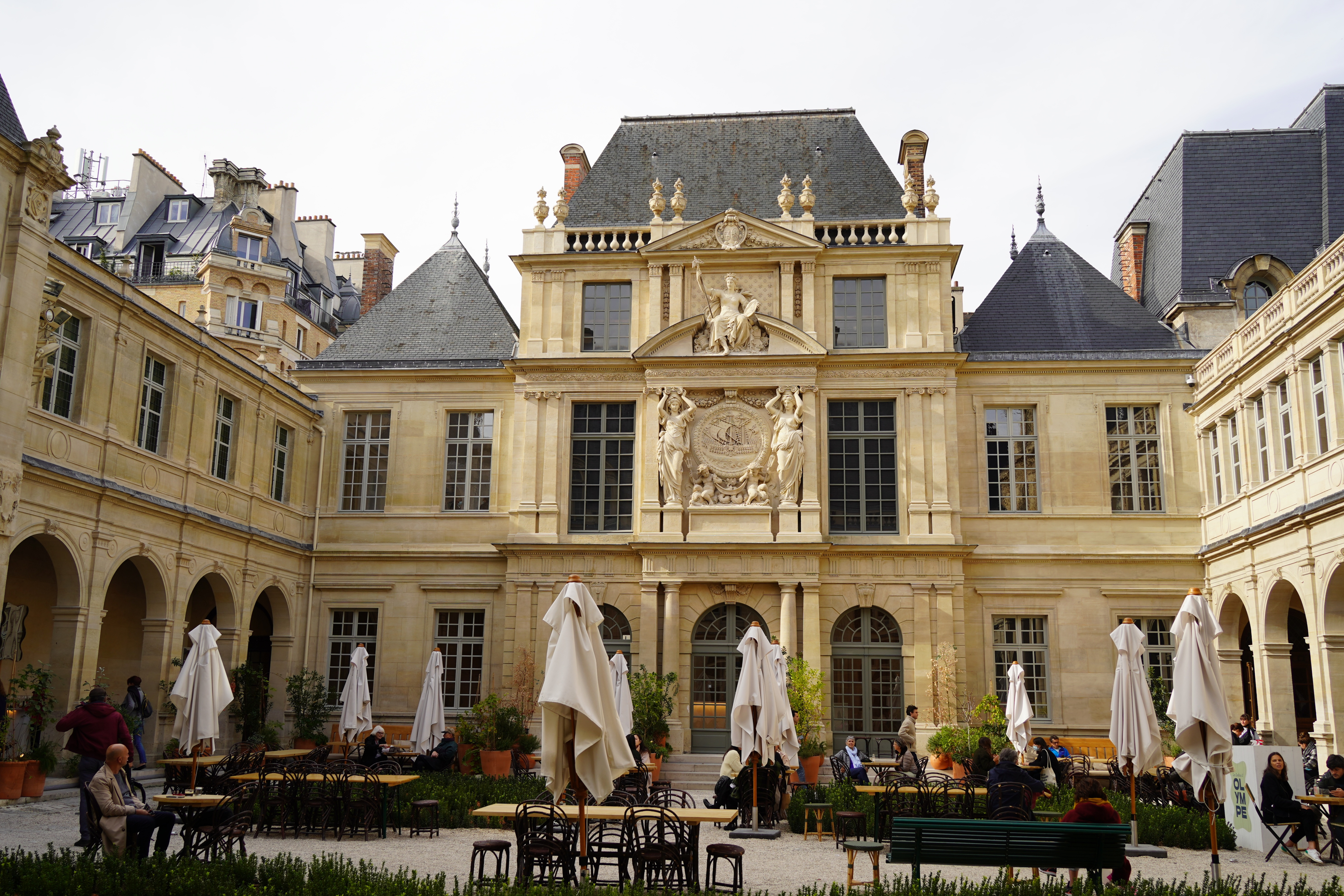
Musée Carnavalet

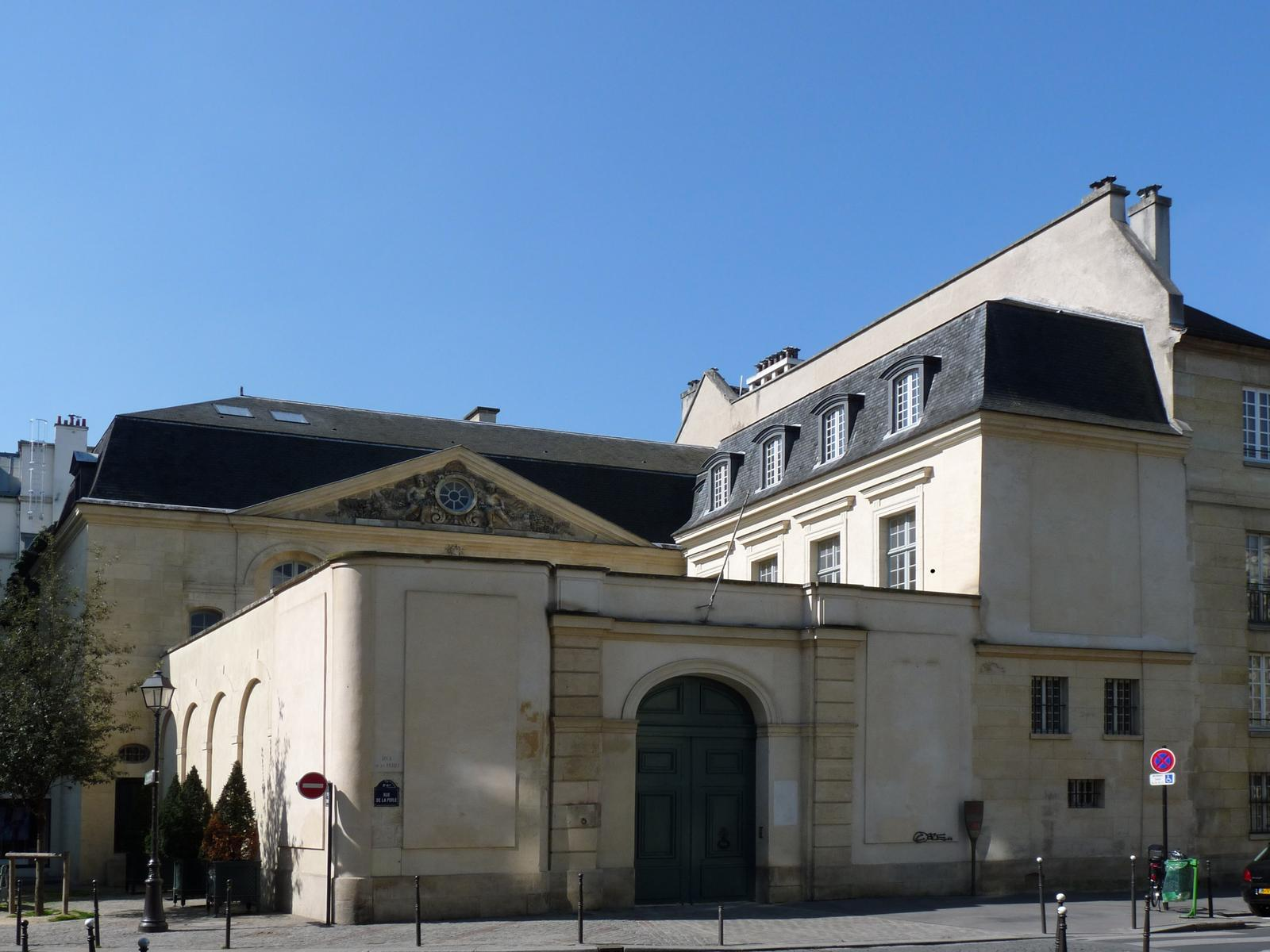
Hôtel Liberal Bruant

- Conservatoire des arts et métiers (Kunst- und Gewerbeschule) und das Musée des arts et métiers in der ehemaligen Abtei St-Martin-des-Champs
- Toranlage des Hôtel de Clisson (16. Jahrhundert), heute der Seiteneingang des Hôtel de Soubise, rue des Archives
- Hôtel de Carnavalet (1548–1560), beherbergt das Musée de l’Histoire de Paris (Museum der Pariser Stadtgeschichte)
- Hôtel Donon (16. bis 18. Jahrhundert), beherbergt das Musée Cognacq-Jay (Kunstwerke des 18. Jahrhunderts)
- Hôtels der Place des Vosges (1605–1612) mit Victor Hugos Wohnhaus (Museum)
- Hôtel de Saint-Aignan (1644–1650), beherbergt das Musée d’art et d’histoire du Judaïsme (Museum der Kunst und Geschichte des Judentums)
- Hôtel Guénégaud (1648–1651?), beherbergt das Musée de la Chasse et de la Nature (Jagdmuseum)
- Hôtel Salé (1656), beherbergt das Picasso-Museum
- Hôtel Libéral Bruant (1685), beherbergt eine Kunstgalerie
- Hôtel de Saint-Fargeau (1686), gehört zum Museum der Pariser Stadtgeschichte
- Hôtel de Soubise (1705–1709), beherbergt das Nationalarchiv und das Musée de l’Histoire de France (Museum zur Geschichte Frankreichs)
- Hôtel de Rohan-Strasbourg (1708)
- Hôtel d’Hallevyl (Anfang 18. Jahrhundert)
- Hôtel Duret de Chevry, dort ist seit 1994 das Deutsche Historische Institut angesiedelt
- Hôtel Hérouet (1510–1520)

Sehenswürdigkeiten, Plätze und Straßen
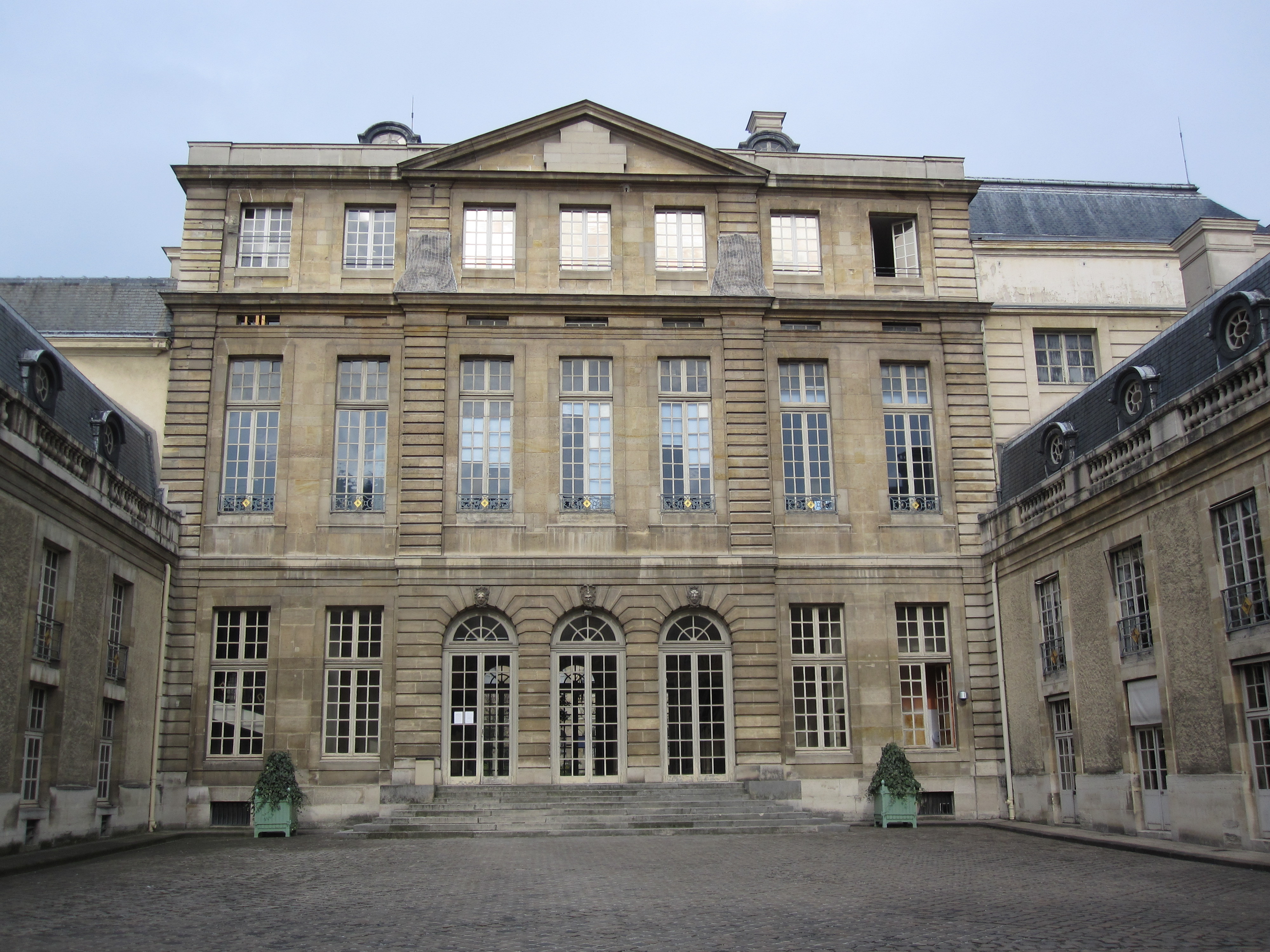
Hôtel de Rohan
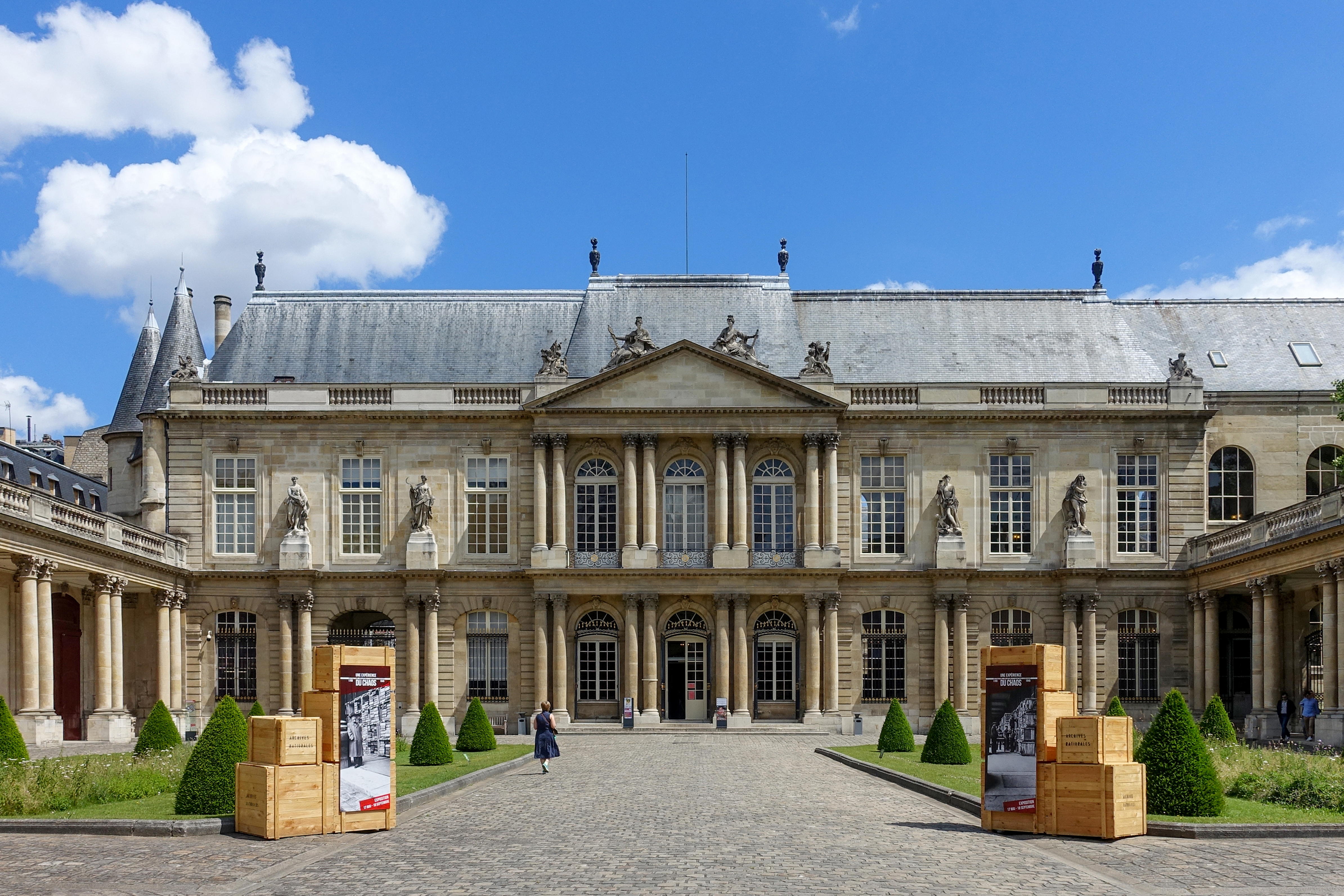
Hôtel de Soubise
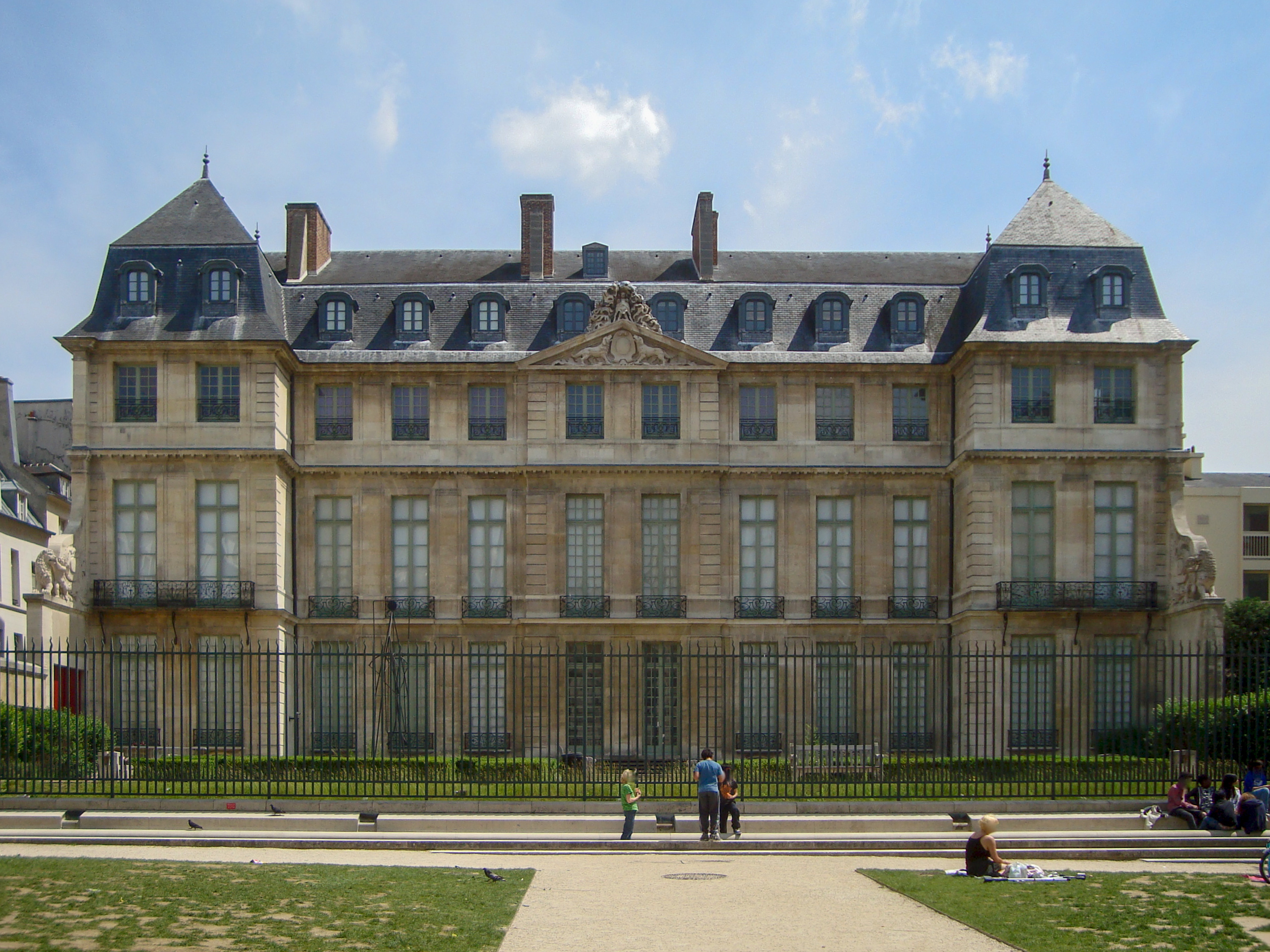
Hôtel Salé mit Musée Picasso
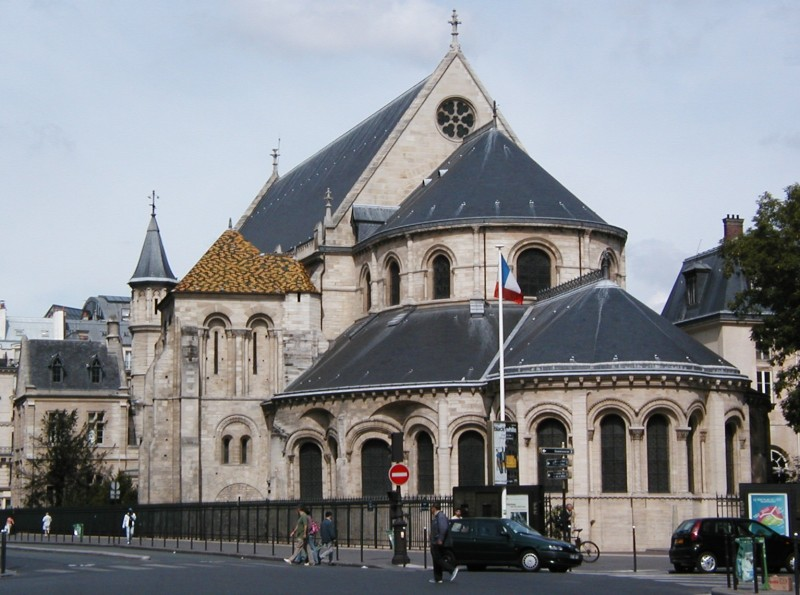
Kirche St-Martin-des-Champs
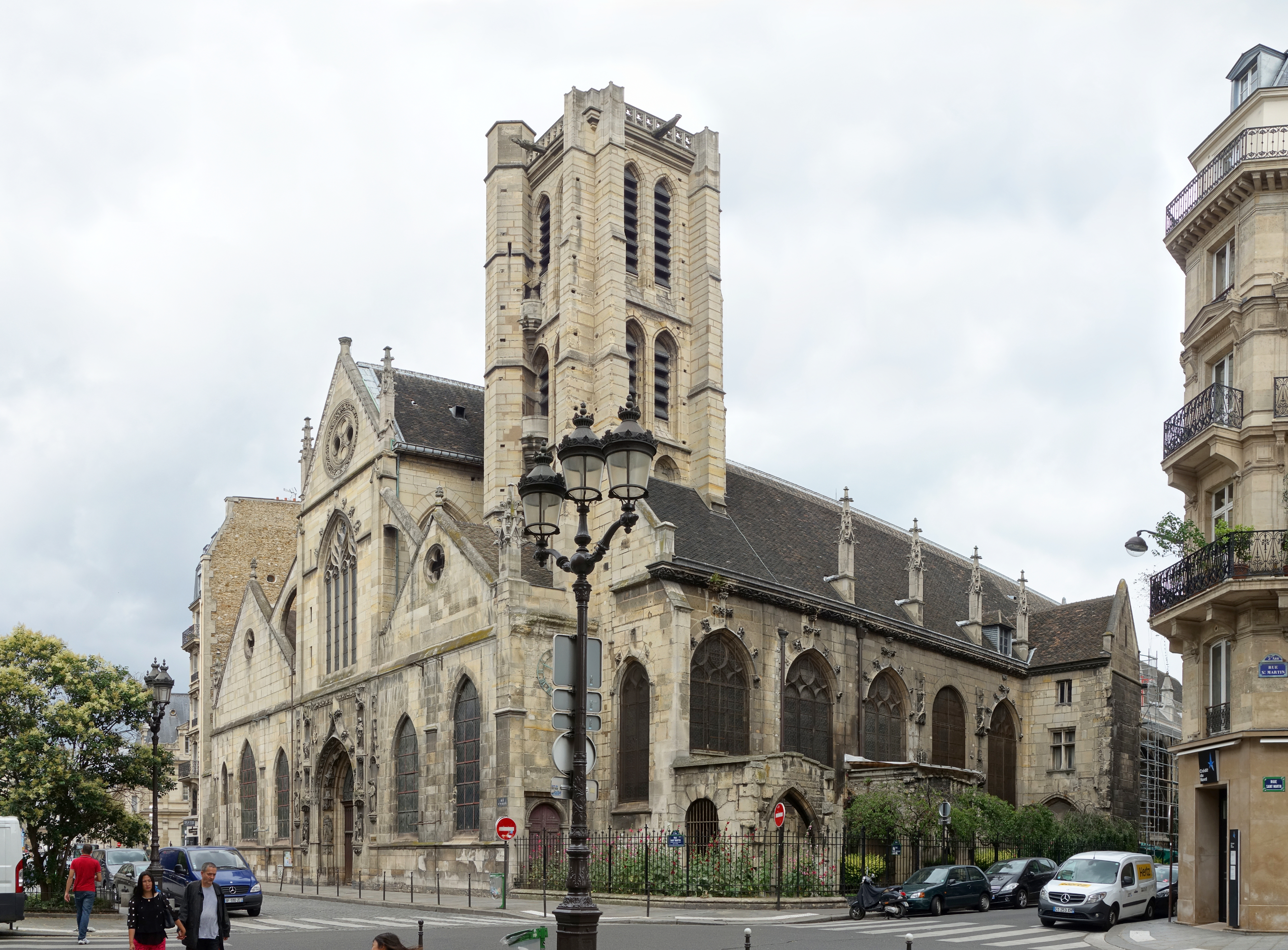
Kirche St-Nicolas-des-Champs
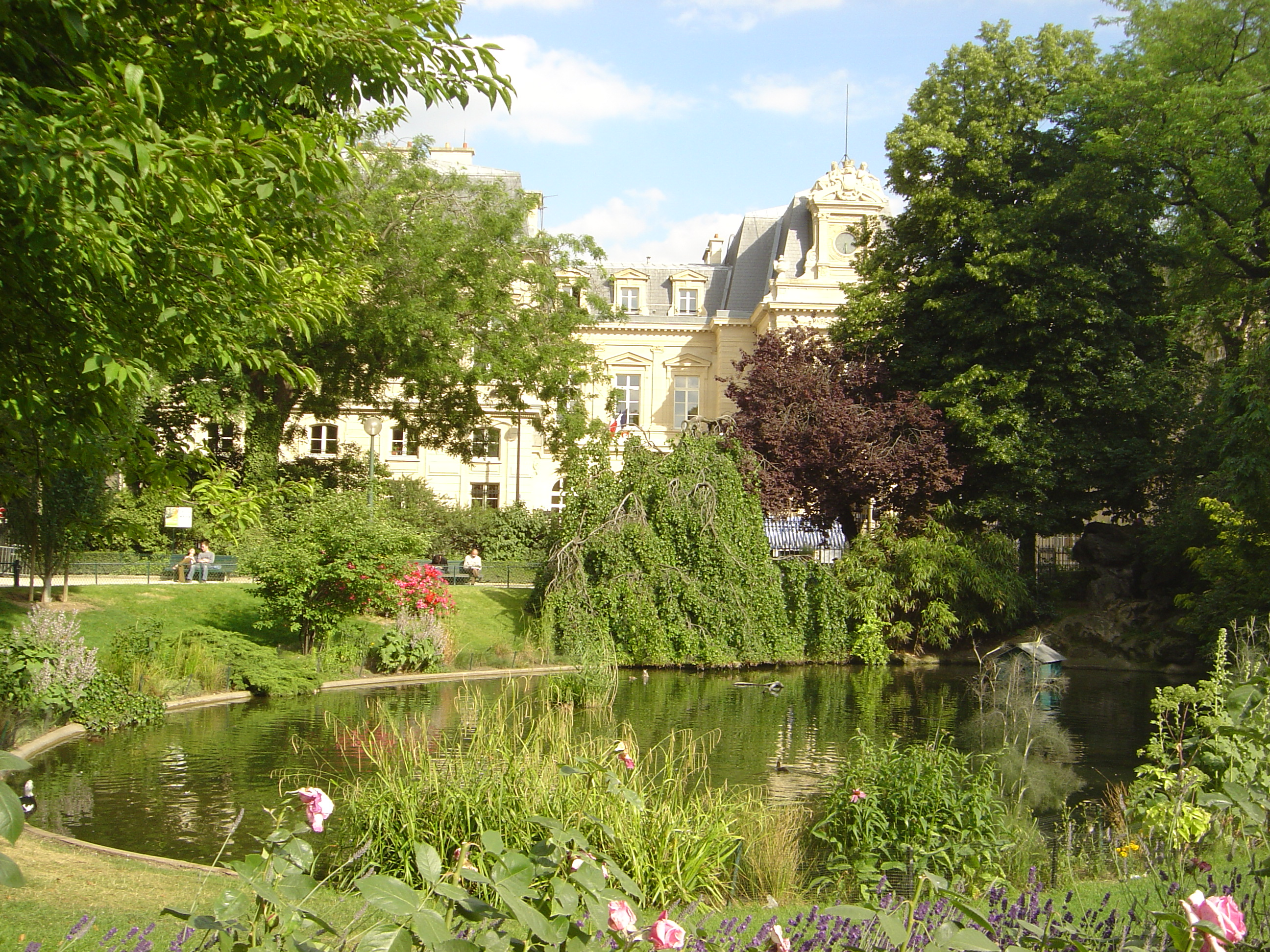
Der Square du Temple vor dem Rathaus
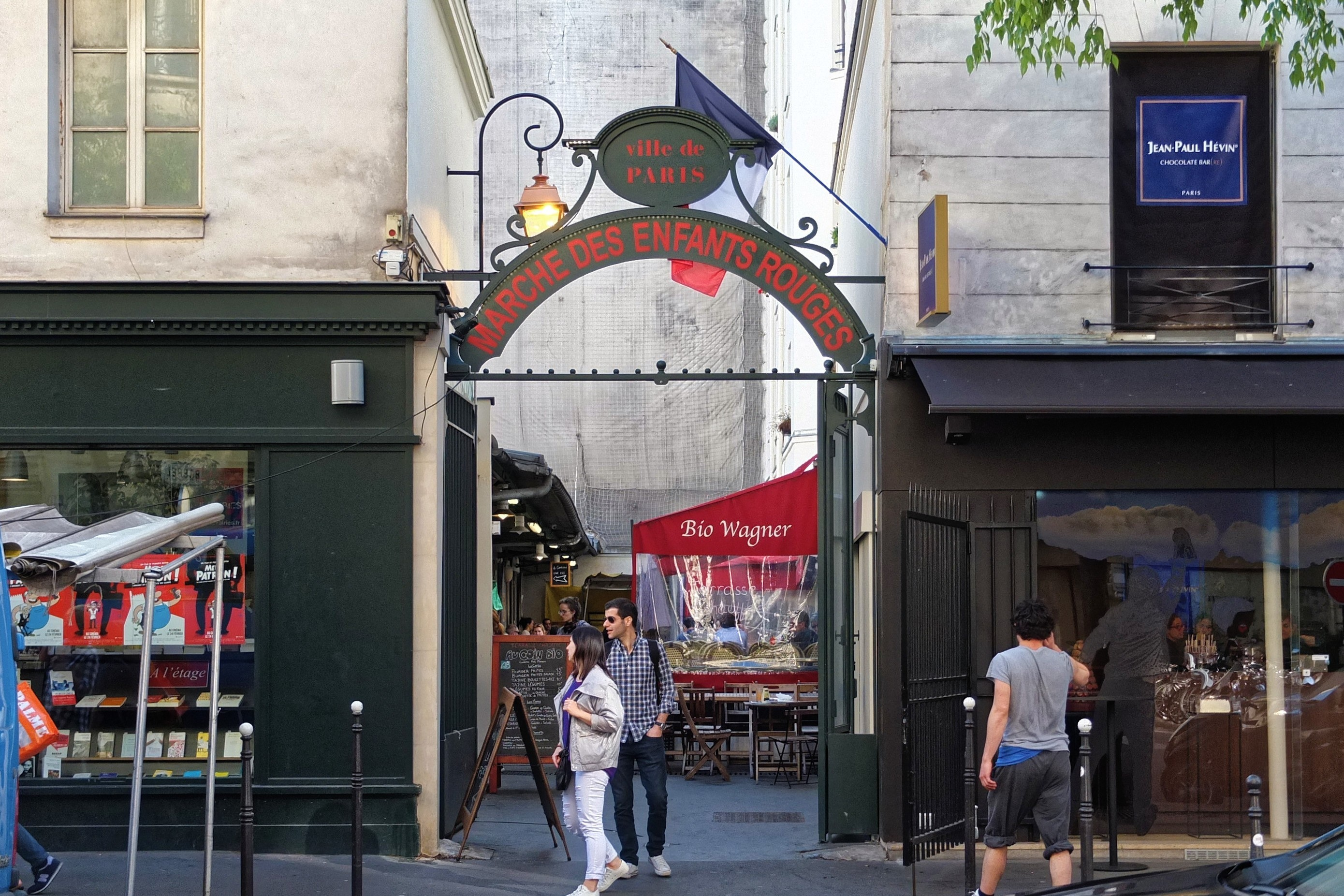
Marché des Enfants-Rouges
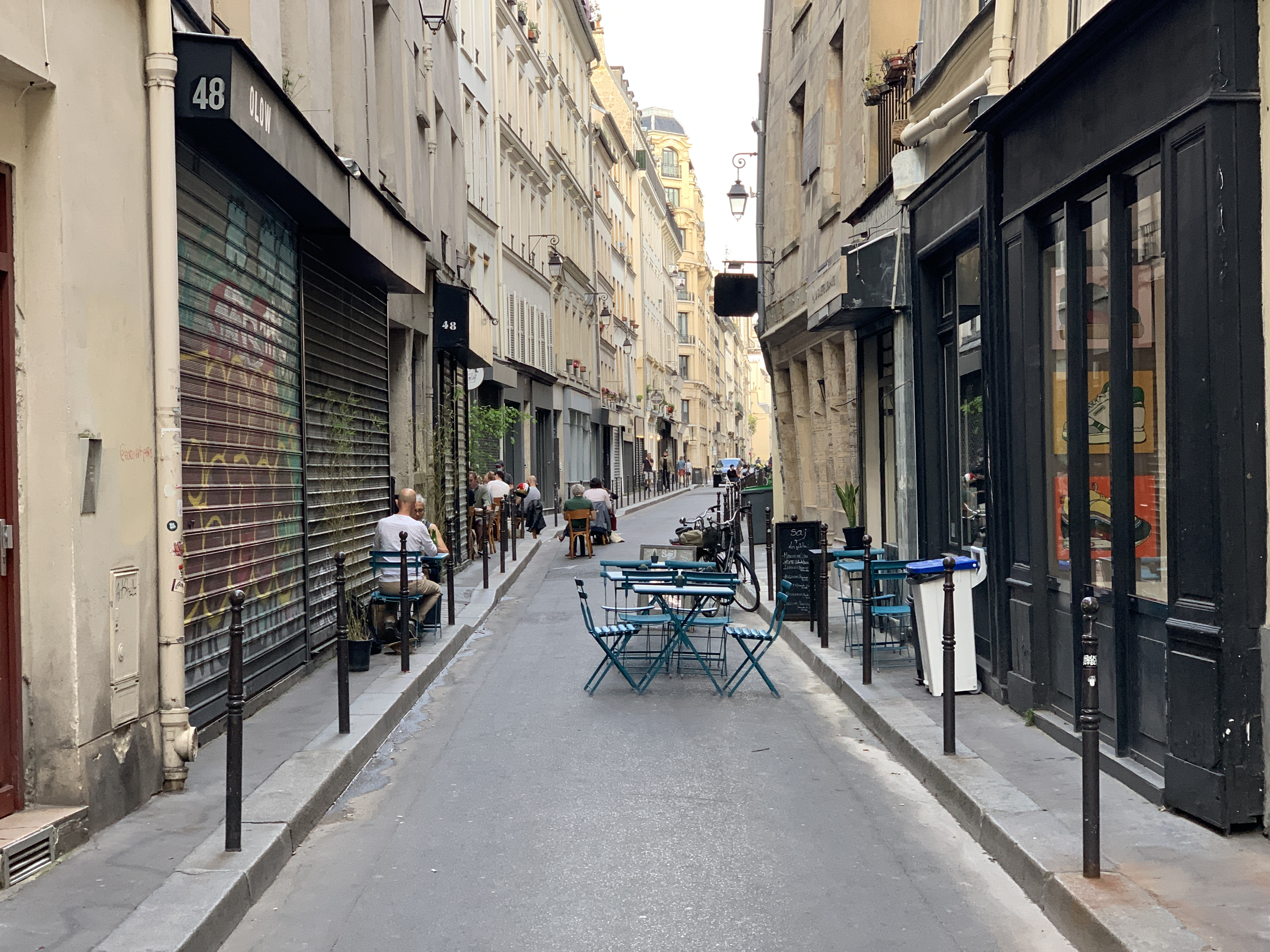
Rue Montmorency
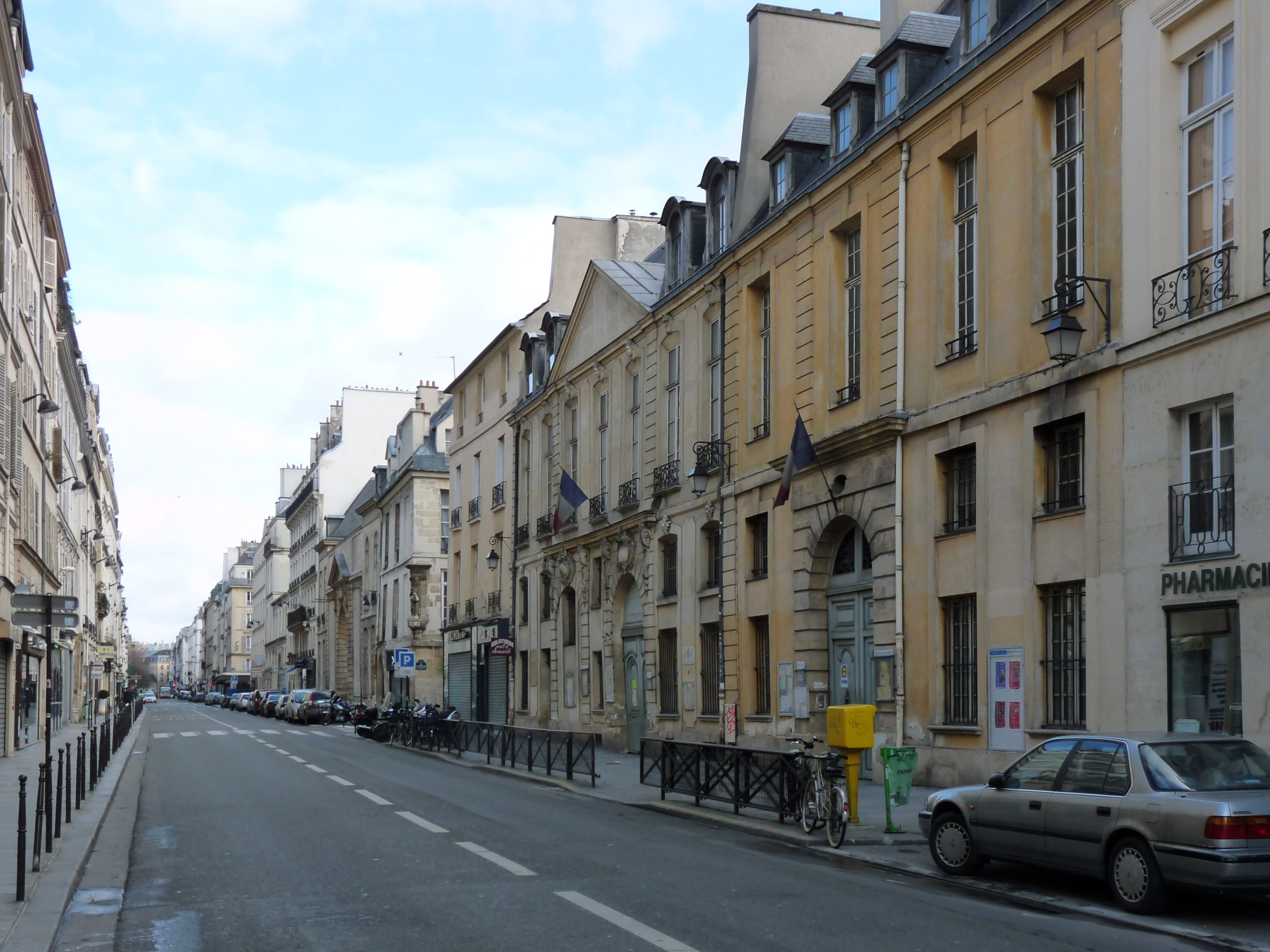
Rue de Turenne
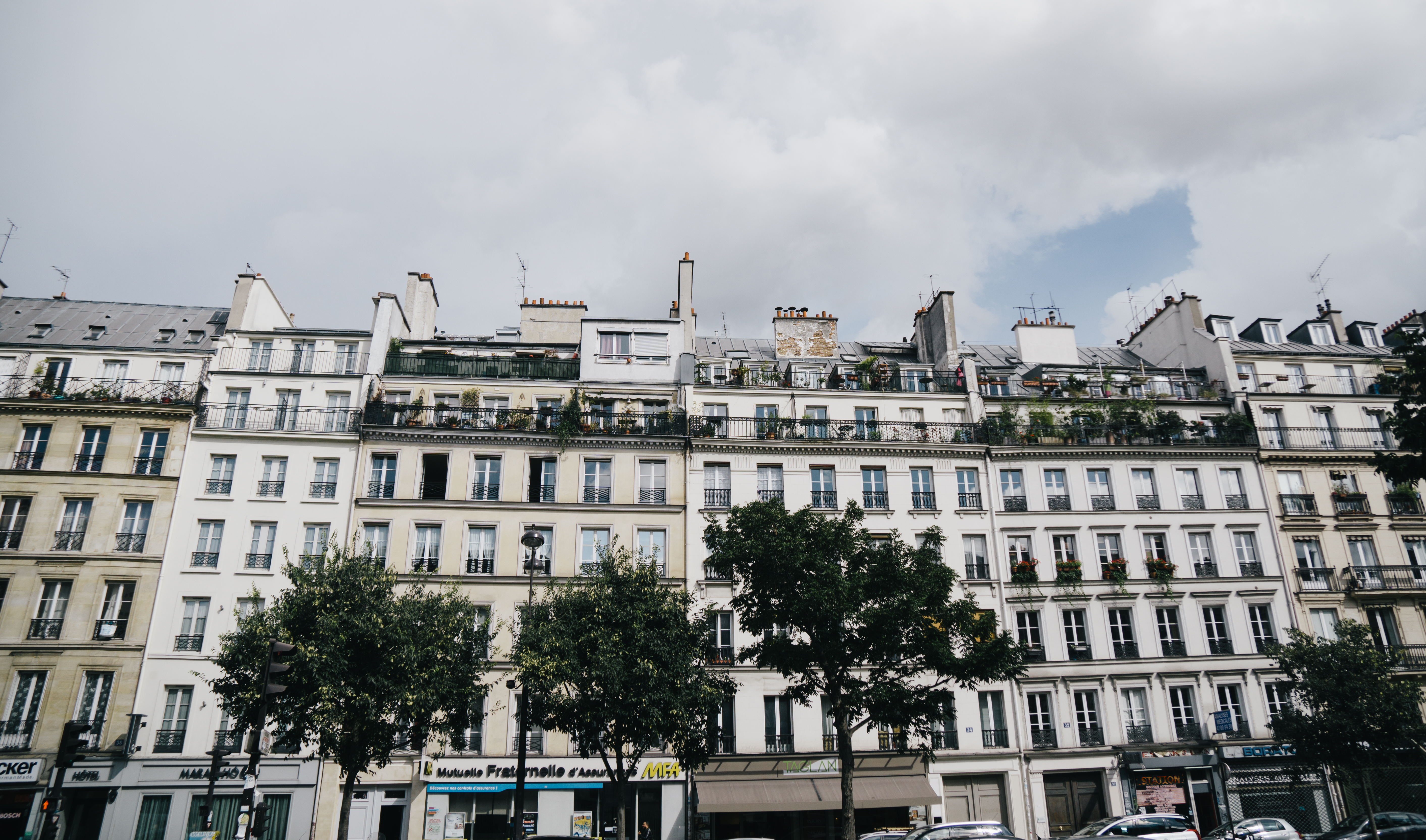
Häuserfassaden am Boulevard du Temple

## Verkehr und Infrastruktur

### Wichtige Plätze
- Place de la République

### Métrolinien

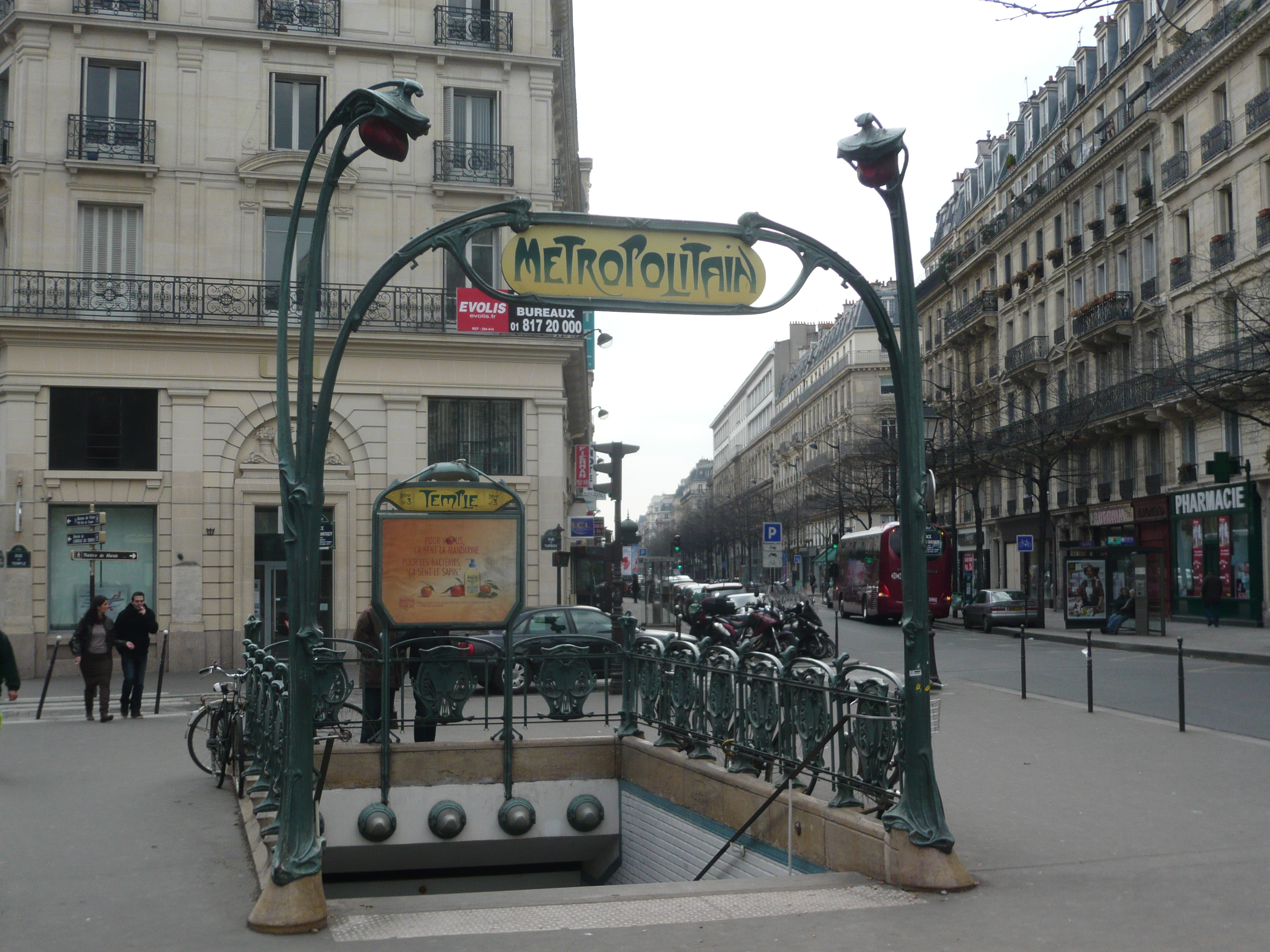
Eingang zur Métro-Station Temple

Die Métrolinie 11 durchquert den Bezirk von Südwesten nach Nordosten und verbindet ihn dabei mit den großen Umsteigestationen Châtelet (im ersten Arrondissement) und République. Die Station République liegt im Nordosten des Bezirks und wird außerdem von den Linien 3, 5 und 9 bedient, sowie von der Métrolinie 8, die in Richtung Süden der östlichen Grenze des Arrondissements folgt. Außerdem berührt die Métrolinie 4 die westliche Grenze des Bezirks.

## Wichtige Kirchen
- Saint-Nicolas des Champs
- Saint-Denis du Saint-Sacrement

## Grünzonen
- Square du Temple (gegenüber vom Rathaus)
- Jardin Saint-Aignan

## Literarische Bedeutung
Der Nestor-Burma-Roman Fièvre au Marais (deutsch Marais Fieber) von Léo Malet spielt im 3. Arrondissement.